# باوريان (مقاطعة فيروزآباد)
باوريان (بالفارسية: باوریان) هي قرية تقع في قسم خواجه‌اي الريفي (مقاطعة فيروزآباد) في إيران. يقدر عدد سكانها بـ 263 نسمة بحسب إحصاء 2016.